# Pierre Campana
Pierre Campana (né le 1er mai 1985 à Bastia) est un pilote de rallye français originaire de Corse. En 2011, lors du Rallye du Mont-Blanc, il offre à la Mini John Cooper Works WRC sa première victoire en rallye.

## Palmarès

### Victoires en Rallye
| Victoires en Intercontinental Rally Challenge : 2WD Cup | Victoires en Intercontinental Rally Challenge : 2WD Cup | Victoires en Intercontinental Rally Challenge : 2WD Cup | Victoires en Intercontinental Rally Challenge : 2WD Cup | Victoires en Intercontinental Rally Challenge : 2WD Cup | Victoires en Intercontinental Rally Challenge : 2WD Cup |
| #                                                       | Saison                                                  | Rallye                                                  | Pays                                                    | Copilote                                                | Voiture                                                 |
| ------------------------------------------------------- | ------------------------------------------------------- | ------------------------------------------------------- | ------------------------------------------------------- | ------------------------------------------------------- | ------------------------------------------------------- |
| 1                                                       | 2011                                                    | 79e Rallye Monte-Carlo                                  | Monaco                                                  | Sabrina de Castelli                                     | Renault Clio R3                                         |

| Victoires en championnat de France de rallye | Victoires en championnat de France de rallye | Victoires en championnat de France de rallye | Victoires en championnat de France de rallye | Victoires en championnat de France de rallye | Victoires en championnat de France de rallye |
| #                                            | Saison                                       | Rallye                                       | Copilote                                     | Voiture                                      |                                              |
| -------------------------------------------- | -------------------------------------------- | -------------------------------------------- | -------------------------------------------- | -------------------------------------------- | -------------------------------------------- |
| 1                                            | 2011                                         | 63e Rallye du Mont-Blanc                     | Sabrina de Castelli                          | Mini John Cooper Works WRC                   |                                              |
| 2                                            | 2011                                         | 54e Critérium des Cévennes                   | Sabrina de Castelli                          | Mini John Cooper Works WRC                   |                                              |

| Autres victoires          | Autres victoires | Autres victoires             | Autres victoires | Autres victoires    | Autres victoires           |
| #                         | Saison           | Rallye                       | Pays             | Copilote            | Voiture                    |
| ------------------------- | ---------------- | ---------------------------- | ---------------- | ------------------- | -------------------------- |
| 1                         | 2011             | 25e Rallye Città di Schio    | Italie           | Sabrina de Castelli | Peugeot 207 S2000          |
| 2                         | 2011             | Richard Burns Memorial Rally | Royaume-Uni      | Sabrina de Castelli | Mini John Cooper Works WRC |
| Références : ewrc-results |                  |                              |                  |                     |                            |

## Résultats en championnat du monde des rallyes
Mis à jour après le Rallye de Grande-Bretagne 2011
| Résultats WRC complets | Résultats WRC complets | Résultats WRC complets | Résultats WRC complets | Résultats WRC complets | Résultats WRC complets | Résultats WRC complets | Résultats WRC complets | Résultats WRC complets | Résultats WRC complets | Résultats WRC complets | Résultats WRC complets | Résultats WRC complets | Résultats WRC complets | Résultats WRC complets | Résultats WRC complets | Résultats WRC complets | Résultats WRC complets | Résultats WRC complets |
| Saison                 | Rallye                 | Rallye                 | Rallye                 | Rallye                 | Rallye                 | Rallye                 | Rallye                 | Rallye                 | Rallye                 | Rallye                 | Rallye                 | Rallye                 | Rallye                 | Rallye                 | Rallye                 | Rallye                 | Points                 | Classement final       |
| ---------------------- | ---------------------- | ---------------------- | ---------------------- | ---------------------- | ---------------------- | ---------------------- | ---------------------- | ---------------------- | ---------------------- | ---------------------- | ---------------------- | ---------------------- | ---------------------- | ---------------------- | ---------------------- | ---------------------- | ---------------------- | ---------------------- |
| 2007                   | MON                    | SWE                    | NOR                    | MEX                    | POR                    | ARG                    | ITA                    | GRE                    | FIN                    | GER                    | NZL                    | ESP                    | FRA                    | JPN                    | IRL                    | GBR                    | 0                      | -                      |
| 2007                   | -                      | -                      | -                      | -                      | -                      | -                      | -                      | -                      | -                      | -                      | -                      | -                      | Ab.                    | -                      | -                      | -                      | 0                      | -                      |
|                        |                        |                        |                        |                        |                        |                        |                        |                        |                        |                        |                        |                        |                        |                        |                        |                        |                        |                        |
| 2008                   | MON                    | SWE                    | MEX                    | ARG                    | JOR                    | ITA                    | GRE                    | TUR                    | FIN                    | GER                    | NZL                    | ESP                    | FRA                    | JPN                    | GBR                    |                        | 0                      | -                      |
| 2008                   | -                      | -                      | -                      | -                      | -                      | -                      | -                      | -                      | -                      | -                      | -                      | -                      | 21e                    | -                      | -                      |                        | 0                      | -                      |
| J-WRC 2008             |                        |                        | -                      |                        | -                      | -                      |                        |                        | -                      | -                      |                        | -                      | 3e                     |                        |                        |                        | 6                      | 14e (J-WRC)            |
|                        |                        |                        |                        |                        |                        |                        |                        |                        |                        |                        |                        |                        |                        |                        |                        |                        |                        |                        |
| 2011                   | SWE                    | MEX                    | POR                    | JOR                    | ITA                    | ARG                    | GRE                    | FIN                    | GER                    | AUS                    | FRA                    | ESP                    | GBR                    |                        |                        |                        | 2                      | 27e                    |
| 2011                   | -                      | -                      | -                      | -                      | -                      | -                      | -                      | -                      | 18e                    | -                      | 9e                     | -                      | -                      |                        |                        |                        | 2                      | 27e                    |
|                        |                        |                        |                        |                        |                        |                        |                        |                        |                        |                        |                        |                        |                        |                        |                        |                        |                        |                        |
| 2012                   | MON                    | SWE                    | MEX                    | POR                    | ARG                    | GRE                    | NZL                    | FIN                    | GER                    | GBR                    | FRA                    | ITA                    | ESP                    |                        |                        |                        | 6                      | en cours               |
| 2012                   | 7e                     | -                      | -                      | -                      | -                      | -                      | -                      | -                      | -                      | -                      | -                      | -                      | -                      |                        |                        |                        | 6                      | en cours               |

## Résultats en Intercontinental Rally Challenge
| Résultats IRC complets | Résultats IRC complets | Résultats IRC complets | Résultats IRC complets | Résultats IRC complets | Résultats IRC complets | Résultats IRC complets | Résultats IRC complets | Résultats IRC complets | Résultats IRC complets | Résultats IRC complets | Résultats IRC complets | Résultats IRC complets | Résultats IRC complets | Résultats IRC complets | Résultats IRC complets | Résultats IRC complets | Résultats IRC complets |  |
| Saison                 | Rallye                 | Rallye                 | Rallye                 | Rallye                 | Rallye                 | Rallye                 | Rallye                 | Rallye                 | Rallye                 | Rallye                 | Rallye                 | Rallye                 | Rallye                 | Points                 | Classement final       |                        |                        |  |
| ---------------------- | ---------------------- | ---------------------- | ---------------------- | ---------------------- | ---------------------- | ---------------------- | ---------------------- | ---------------------- | ---------------------- | ---------------------- | ---------------------- | ---------------------- | ---------------------- | ---------------------- | ---------------------- | ---------------------- | ---------------------- |  |
| 2010                   | MON                    | BRA                    | ARG                    | ESP                    | ITA                    | BEL                    | POR                    | POR                    | CZE                    | ESP                    | ITA                    | GBR                    | CYP                    | 0                      | Pas classé             |                        |                        |  |
| 2010                   | 12e                    | -                      | -                      | -                      | -                      | 12e                    | -                      | -                      | Ab.                    | An.                    | -                      | -                      | -                      | 0                      | Pas classé             |                        |                        |  |
|                        |                        |                        |                        |                        |                        |                        |                        |                        |                        |                        |                        |                        |                        |                        |                        |                        |                        |  |
| 2011                   | MON                    | CAN                    | COR                    | UKR                    | BEL                    | AÇO                    | CZE                    | HUN                    | ITA                    | GBR                    | CHY                    |                        |                        | 16                     | 15e                    |                        |                        |  |
| 2011                   | 14e                    | -                      | 4e                     | -                      | -                      | -                      | -                      | -                      | 4e                     | -                      | -                      |                        |                        | 16                     | 15e                    |                        |                        |  |
| 2WD Cup                | 1er                    | -                      | -                      | -                      | -                      | -                      | -                      | -                      | -                      | -                      | -                      |                        |                        | 25                     | 8e (2WD Cup)           |                        |                        |  |